# Marla Gibbs
Margaret Bradley (Chicago, 14 de junho de 1931), cujo nome artístico é Marla Gibbs, é uma atriz, comediante e cantora norte-americana. Gibbs é conhecida por seu papel como a empregada Florence Johnston na sitcom The Jeffersons (1975–85), pela qual recebeu cinco indicações ao Emmy do Primetime de melhor atriz numa série de comédia.
Em 20 de julho de 2021, foi homenageada com uma estrela na Calçada da Fama.

Em 28 de setembro de 2022, foi confirmada sua participação na 19° temporada da série médica "Grey's Anatomy". Ela dará vida à personagem "Joyce Ward", avó de Simone Griffith (Alexis Floyd), uma das novas internas do Grey Sloan Memorial Hospital.